# Akwesasne 15
Pour les articles homonymes, voir Akwesasne (homonymie).
Akwesasne 15 (en mohawk : Kaná:takon et Tsi Snaíhne) est une réserve mohawk située dans la région administrative de la Montérégie au Québec. Elle fait partie du territoire d'Akwesasne et est administrée par la Première Nation des Mohawks d'Akwesasne. 

## Toponymie
Akwesasne signifie « là où la perdrix bat des ailes ».

## Géographie
La réserve est sur la rive du Saint-Laurent (lac Saint-François) à 75 km à l'ouest de Montréal. 

## Économie
Les secteurs économiques de la réserve sont l'agriculture, l'art et l'artisanat, le commerce et les services, surtout dans les domaines de la construction, du transport et du développement immobilier. 

## Langues
Les principales langues parlées sont le mohawk et l'anglais.